# Marcel Theroux

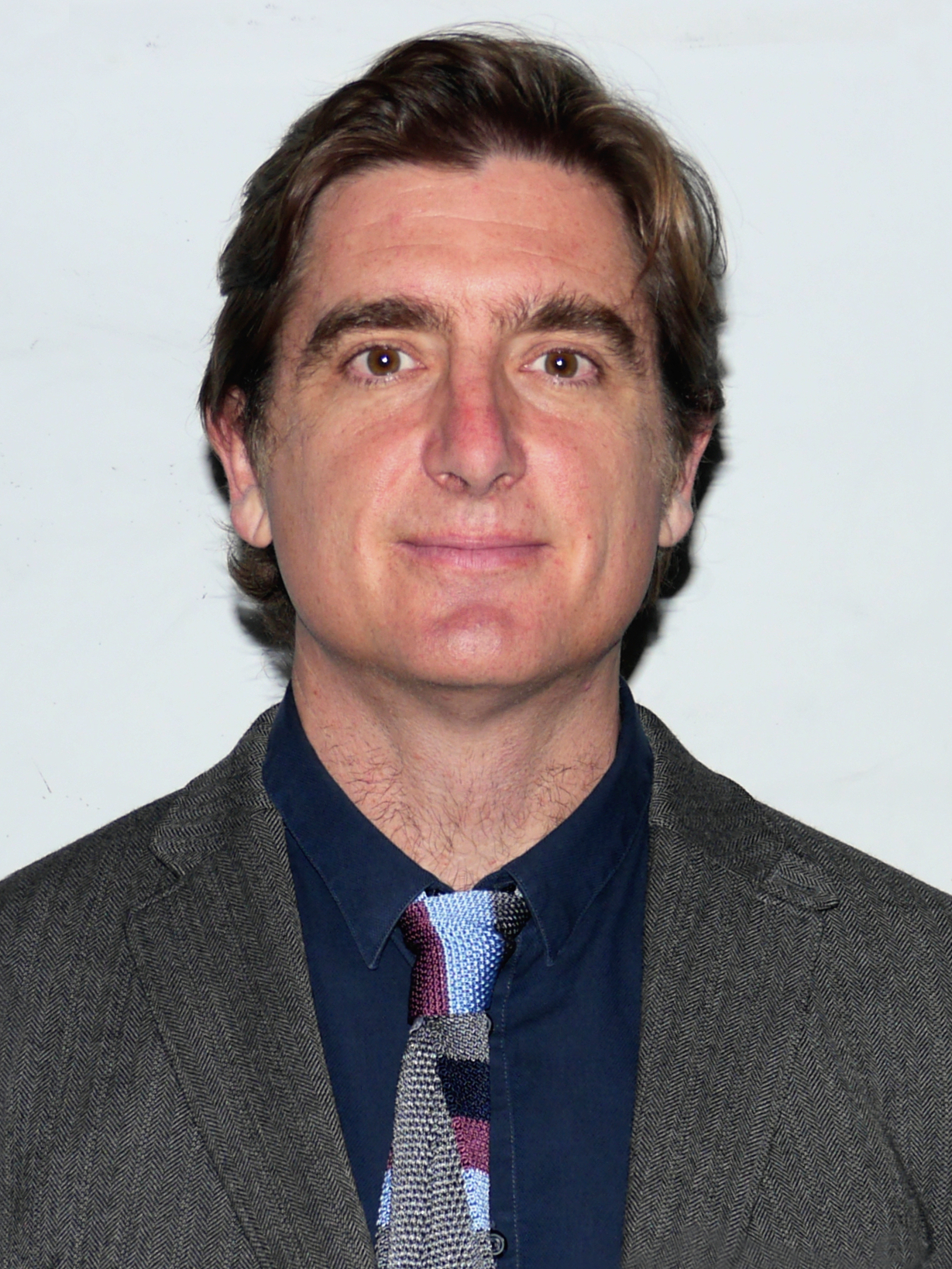
Marcel Theroux, 2017

Marcel Raymond Theroux [θəˈruː] (* 13. Juni 1969 in Kampala, Uganda) ist ein britischer Dokumentarfilmer und Schriftsteller französisch-kanadisch-italienischer Abstammung.

## Leben
Er wurde in Afrika geboren, wo sein Vater an der Makerere-Universität lehrte, und wuchs in Singapur und London auf. Er besuchte die renommierte Westminster School und studierte englische Literatur am Clare College. Seine Dokumentarfilme über Umweltprobleme produziert er hauptsächlich für den Sender Channel 4.
Er wurde 2002 mit dem Somerset Maugham Award ausgezeichnet (für Wer war Patrick March?) und 2014 mit dem John W. Campbell Memorial Award für Strange Bodies.
Marcel Theroux ist einer der Söhne von Paul Theroux und Bruder des Fernsehmoderators Louis Theroux. Sein Cousin ist der Schauspieler und Drehbuchautor Justin Theroux.

## Werke (Auswahl)
- Wer war Patrick March?. Aus dem Englischen übersetzt von Ulrike Wasel und Klaus Timmermann (The paperchase). Beck, München 2002, ISBN 3-406-48700-9.
- Weit im Norden. Roman, übersetzt von Oliver Plaschka (Far North) Heyne, München 2011, ISBN 978-3-453-52846-8.